# Віллафаллетто
Віллафаллетто (італ. Villafalletto, п'єм. Vila Falèt) — муніципалітет в Італії, у регіоні П'ємонт,  провінція Кунео.
Віллафаллетто розташоване на відстані близько 500 км на північний захід від Рима, 60 км на південь від Турина, 19 км на північ від Кунео.
Населення — 2965 осіб (2014).
Щорічний фестиваль відбувається 21 липня. Покровитель — San Luigi Gonzaga.

## Демографія
Населення за роками:

Станом на 1 січня 2023 року в муніципалітеті офіційно проживали 332 іноземці з 24 країн, серед них 79 громадян країн Євросоюзу та 1 громадянин України.

## Сусідні муніципалітети
- Буска
- Ченталло
- Костільйоле-Салуццо
- Фоссано
- Савільяно
- Тарантаска
- Верцуоло
- Воттіньяско
- Салуццо